# Zavadivka, Cemerivți
Zavadivka (în ucraineană Завадівка) este un sat în comuna Vîșnivciîk din raionul Cemerivți, regiunea Hmelnîțkîi, Ucraina.

## Demografie
Componența lingvistică a localității Zavadivka
     Ucraineană (98,62%)
     Rusă (1,17%)
     Alte limbi (0,11%)
Conform recensământului din 2001, majoritatea populației localității Zavadivka era vorbitoare de ucraineană (98,62%), existând în minoritate și vorbitori de rusă (1,17%).